# Albesa (Lleida)
Albesa ist eine katalanische Gemeinde in der Provinz Lleida im Nordosten Spaniens. Sie liegt in der Comarca Noguera.

## Geographische Lage
Albesa liegt etwa 16 Kilometer nordöstlich von Lleida und etwa 16 Kilometer südöstlich von Balaguer und linksseitig des Flusses Noguera Ribagorzana kurz vor dessen Mündung in den Segre. Der Gemeindebezirk begrenzt mit Algerri, Castelló de Farfanya, Menàrguens, Torrelameu, la Portella, Alguaire und Almenar.

## Sehenswürdigkeiten
- Kirche der heiligen Jungfrau Maria: Diese schlichte und große Kirche wurde im Jahr 1790 errichtet und enthält ein steinernes Altarretabel aus dem 14. Jahrhundert. Vorgängerkirchen an derselben Stelle sind bis ins 14. Jahrhundert nachgewiesen.
- Romeral römische Ruinen: Mehrere römische Villen wurden im Jahr 1969 entdeckt und ausgegraben. Das römische Haus gehört zu den bedeutendsten römischen Großgrundbesitzern im Landesinneren Kataloniens.

## Söhne und Töchter
- Ignasi Segarra i Bañeres: Maschinenbauingenieur und Pfarrer der Opus-Dei-Prälatur.
- Fermí Palau i Casellas: Lehrer, Politiker und Dichter.

## Einzelnachweise

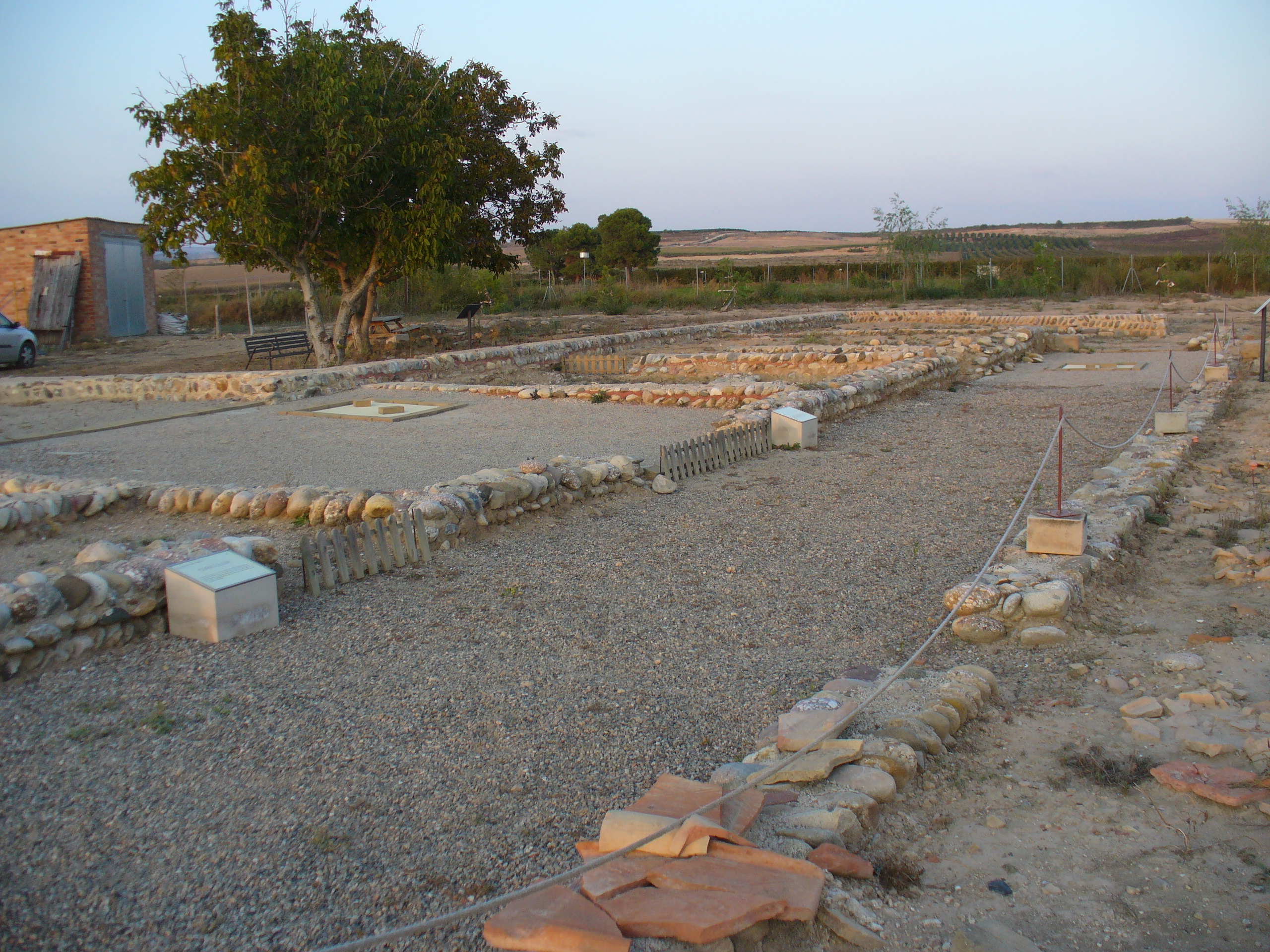
Romeral römische Ruinen